# Суляевка

Суляевка — река в России, протекает в Пензенской области. Устье реки находится в 102 км по правому берегу реки Узы. Длина реки — 25 км, площадь водосборного бассейна — 107 км².

## Данные водного реестра
По данным государственного водного реестра России относится к Верхневолжскому бассейновому округу, водохозяйственный участок реки — Сура от истока до Сурского гидроузла, речной подбассейн реки — Сура. Речной бассейн реки — (Верхняя) Волга до Куйбышевского водохранилища (без бассейна Оки).
По данным геоинформационной системы водохозяйственного районирования территории РФ, подготовленной Федеральным агентством водных ресурсов:
- Код водного объекта в государственном водном реестре — 08010500112110000035758
- Код по гидрологической изученности (ГИ) — 110003575
- Код бассейна — 08.01.05.001
- Номер тома по ГИ — 10
- Выпуск по ГИ — 0